# Cohabitación entre los testigos de Jehová y el estado de derecho y las democracias libres

Países del mundo considerados como democracias libres.

Desde su fundación en 1931, las creencias de los testigos de Jehová han redefinido y suscitado debates sobre la aplicabilidad de los derechos fundamentales en el contexto contemporáneo y aspectos importantes en el ejercicio del estado de derecho y las democracias libres, tales como la libertad de conciencia, el ejercicio del derecho a la salud, o el ejercicio de la libertad de expresión en armonía con los derechos fundamentales garantizados en la ley y en las convenciones internacionales.  Diversos litigios y decisiones judiciales sobre la materia han ayudado a ampliar la definición de libertades civiles en la mayoría de las sociedades occidentales, ampliando así los derechos humanos de millones de personas de diversas creencias en las siguientes décadas.   Esto, incluye además decisiones judiciales en relación con el derecho pleno a la libertad de expresión de las víctimas de abuso eclesiástico, el ejercicio de la libertad de culto en comunidades indígenas, el ejercicio autónomo de los derechos reproductivos, el ejercicio autónomo del derecho a la salud, y el equilibrio entre los derechos a la libertad de asociación y los derechos fundamentales para mujeres, niños, niñas y adolescentes. [cita requerida]
La Declaración Universal de los Derechos Humanos, en su artículo 18°, señala lo siguiente:

Toda persona tiene derecho a la libertad de pensamiento, de conciencia y de religión; este derecho incluye la libertad de cambiar de religión o de creencia, así como la libertad de manifestar su religión o su creencia, individual y colectivamente, tanto en público como en privado, por la enseñanza, la práctica, el culto y la observancia.

Asimismo, y en el contexto de los procesos de justicia transicional, diversas reformas a las leyes con relación al servicio militar y materias relativas al ejercicio de la libertad de expresión han ampliado las garantías en materia de libertad de conciencia.[cita requerida]

## Neutralidad religiosa y doctrinas sobre la obediencia a la autoridad
Según el libro Judging Jehovah's Witnesses,  los Testigos han ayudado a ampliar la definición de libertades civiles en la mayoría de las sociedades occidentales, ampliando así los derechos de millones de personas, debido a su firme postura y determinación. Según el prefacio del libro State and Salvation : "Uno de los resultados de las batallas legales de los Testigos fue el largo proceso de discusión y debate que condujo a la Carta de Derechos, que ahora forma parte de la ley fundamental de Canadá. Otros litigios judiciales en países bajo democracias libres han implicado el derecho a rechazar el servicio militar o el entrenamiento en artes marciales, a negarse a participar en partidos políticos o elecciones gubernamentales, a ejercer la libertad de expresión y el ejercicio del derecho a la intimidad, a ejercer la libertad de asociación, la libertad de prensa, la libertad de expresión. religión, autodeterminación médica, etc. Las sucursales de los Testigos de Jehová en el contexto de sociedades bajo democracias libres continúan, según sus palabras, 'defendiendo y estableciendo legalmente la Buena Nueva' en todo el mundo". 
En la cosmovisión escatológica de los testigos de Jehová, sus adherentes creen que el reino de Dios es un gobierno literal en el cielo, gobernado por Jesucristo y 144.000 siervos "ungidos por espíritu", lo que asocian con la referencia de Jesús a un "nuevo pacto". El reino es visto como el medio por el cual Dios cumplirá su propósito original para la tierra, transformándola en un paraíso sin enfermedad ni muerte. Hasta el cisma de la organización debido a las profecías y predicciones sobre 1975, algunas de sus creencias incluían la desobediencia a la autoridad civil, bajo las interpretaciones escatológicas -vigentes durante las presidencias de Rutherford, Knorr y Franz- de que los gobiernos humanos estaban bajo el dominio de satanás y de que el fin del sistema de cosas estaba cerca.  Tras el cisma, en la década de 1990 la organización reformó sus doctrinas sobre la autoridad, en base a Romanos 13:1 y otros textos bíblicos. [cita requerida] Debido a su estricta disciplina congregacional, sus miembros bautizados deben mantener una estricta neutralidad política y probidad en el ejercicio del ministerio, lo que incluye, entre otras normas sobre la materia, no financiar o intervenir públicamente con recursos de la organización en campañas políticas, algo que distingue a los testigos de Jehová de otras corrientes y denominaciones cristianas como el pentecostalismo o el catolicismo. No obstante, y de acuerdo a la doctrina actual de la organización, votar en elecciones libres es decisión personal y confidencial de cada bautizado, y por lo tanto, no constituye en una obstrucción a sus deberes como bautizado.
Otras prácticas distintivas de los miembros de la organización religiosa que históricamente han reflejado su neutralidad política incluyen su negativa voluntaria al servicio militar y a participar de actos de izamiento de banderas nacionales y otros actos de corte nacionalista, acciones consideradas en sus publicaciones como una forma de idolatría.[cita requerida] Sentencias judiciales en Estados Unidos, India, Alemania y Filipinas sobre la materia -que a su vez han influenciado el desarrollo del enfoque de derechos humanos en niños, niñas y adolescentes en diversos países considerados como democracias libres- han señalado que la abstención voluntaria de participar de actos de izamiento de la bandera e interpretación de los himnos nacionales están amparados por los derechos a la libertad de conciencia y la libertad de expresión y otros derechos fundamentales.

## Derecho a la salud
En algunos países, se han fijado protocolos formales en conformidad a la jurisprudencia sobre los derechos del paciente y el ejercicio del derecho a la salud en conformidad con los derechos a la libertad de conciencia y el derecho a la intimidad, a la libertad de conciencia y el derecho a la intimidad. Sin embargo, en países con una legislación más laxa sobre la materia, se ha llegado a una situación de falta de certezas jurídicas tanto para los médicos como para los pacientes debido a una excesiva judicialización sobre la legalidad de los procedimientos clínicos y a una ausencia de regulaciones y restricciones respecto del rol e injerencia de los Comités de Enlace con los Hospitales (CEH).
La aplicabilidad de la doctrina y los puntos de vista de los testigos de Jehová sobre el uso de la sangre y hemoderivados en procedimientos médicos ha sido materia de divergencias y debates por parte de especialistas clínicos. Algunos puntos de vista han sugerido que por la complejidad de su aplicabilidad, así como de las dificultades desde el punto de vista técnico y logístico especialmente en contextos donde existe una escasa o nula preparación sobre procedimientos médicos sin utilización de sangre, los altos riesgos de morbilidad derivados de la escasez de equipamiento y personal clínico preparado obligan a los médicos a sugerir la necesidad de informar directamente al paciente sobre el alcance y accesibilidad de los procedimientos disponibles en los servicios hospitalarios locales bajo el principio del consentimiento informado y el ejercicio libre y autónomo del derecho a la salud.Debido a la pandemia de VIH en la década de 1980, y a incidentes como el escándalo de sangre contaminada en el Reino Unido, los desarrollos de procedimientos clínicos sin utilización de sangre se intensificaron a partir de la segunda mitad de la década de 1980 tomando como referencia la posición de los pacientes adherentes a las creencias de los testigos de Jehová. [cita requerida]Un número importante de médicos han expresado su voluntad de respetar las preferencias de los pacientes y proporcionar un tratamiento sin sangre   a pesar de que un número muy limitado de hospitales y centros clínicos en el mundo ofrecen programas de medicina y cirugía sin sangre para pacientes que desean evitar o limitar las transfusiones de sangre  y al hecho de que especialmente en países de ingreso medio y países subdesarrollados, la accesibilidad a tecnologías como las cirugías sin utilización de sangre son extremadamente limitadas y/o costosas.
Sentencias judiciales en diversos países han sido enfáticas respecto del ámbito de aplicabilidad jurídica del ejercicio de la libertad de conciencia en el contexto del ejercicio autónomo del derecho a la salud, los mecanismos y procedimientos respecto del consentimiento informado, así como también la aplicabilidad jurídica en los casos de pacientes menores de 18 años en atención a las legislaciones en materia de patria protestad y responsabilidad parental y a lo señalado en la Convención internacional sobre los derechos del niño.

## Derechos reproductivos y sexuales y tratamiento de la organización religiosa hacia las víctimas de violencia sexual y abuso eclesiástico
Los Testigos de Jehová tienen una postura conservadora, heteronormativa y restrictiva en cuanto a los derechos reproductivos y sexuales. Según su interpretación de la Biblia, consideran que la sexualidad debe ser ejercida exclusivamente dentro del matrimonio entre un hombre y una mujer, y que cualquier forma de actividad sexual fuera del sistema de creencias canónico de la organización se considera un pecado e inmoralidad.
Los testigos de Jehová consideran como pecado e inmoralidad la masturbación, la pornografía, la fornicación, la homosexualidad, la bisexualidad, la pansexualidad, y el ejercicio libre y autónomo de los derechos reproductivos en el caso de embarazo no deseado o embarazo considerado como "clínicamente inviable" por razones clínicas o por representar un serio peligro para la salud ya sea por un cuadro ectópico o por un aborto espontáneoPor faltas de conducta, los testigos de Jehová pueden ser sometidos a diversas acciones disciplinarias, que pueden variar desde la «censura» hasta la expulsión. Estas situaciones han sido motivo de una creciente preocupación desde la sociedad civil así como también de organizaciones de derechos humanos, tanto por el daño moral que implica estos procedimientos de juicio canónico como también debido a las situaciones de revictimización y hostigamiento a la que enfrentan las víctimas de abuso eclesiástico.
Debido a que en la organización el ejercicio libre y autónomo de los derechos reproductivos por parte de menores de edad en el caso de embarazo no deseado  se considera una causal de expulsión según la doctrina de la organización,las personas menores de edad que han sido víctimas de violencia sexual habitualmente deben cargar con las consecuencias del embarazo forzado muchas veces en el desamparo y en condiciones inhumanas derivadas de una cultura de exclusión social -debido a las prácticas de disciplina congregacional existentes en la organización- y bajo presiones y amenazas por parte de ancianos y precursores tanto hacia las víctimas como hacia las familias de la víctimas.  De acuerdo a lo señalado por víctimas de abuso eclesiástico, las situaciones son especialmente graves en casos donde la víctima del abuso sexual es expulsada de la organización y del grupo familiar. 
Sentencias judiciales en España, Noruega y Países Bajos han declarado que es veraz la causa de las víctimas de abuso eclesiástico, y que las manifestaciones públicas de las víctimas de abuso eclesiástico —que incluyen hechos acreditados de iure por el poder judicial y diversas comisiones sobre la materia en todo el mundo  y el uso de la palabra secta y otros términos similares por parte de las víctimas para describir las negligencias y abusos al interior de la organización— están amparadas por los derechos a la libertad de expresión y la libertad de conciencia.
Las comisiones nacionales sobre abuso eclesiástico en Japón y en Australia han cuestionado la forma en cómo la disciplina congregacional al interior de las congregaciones de testigos de Jehová ha obstruido por años abusos sexuales y vulneraciones a la patria protestad así como el derecho de niñas, niños y adolescentes a ejercer sus derechos individuales como sujetos de derecho. En Países Bajos, un estudio de caso de 2020 desarrollado por la Universidad de Utrecht acerca de los casos acreditados de abuso eclesiástico en diversos credos en ese país y sus consecuencias en la salud mental encomendado por el gobierno de ese país derivó en que la sucursal de la organización en Países Bajos demandara al estado neerlandés y la Universidad de Utrecht. En dos de los tres litigios sobre la materia, la justicia de ese país desestimó las demandas invocando el legítimo interés público en transparentar estas problemáticas a la ciudadanía desde un enfoque de derechos humanos y desde la realidad de las víctimas de abuso eclesiástico, considerando además los casos de abusos acreditados de iure por el poder judicial. De acuerdo al estudio de caso de la Universidad de Utrecht de 2020, la mitad de 759 casos de abuso eclesiástico catastrados de víctimas provenientes de comunidades de testigos de Jehová en ese país involucraron incesto y otros delitos de violencia sexual, y en sólo una cuarta parte de estos casos catastrados, la víctima pudo denunciar los hechos por voluntad propia ante la autoridad policial.

## Tratamiento hacia las comunidades indígenas
En diversas latitudes en el mundo, las actividades de la organización en territorios poblados mayoritariamente por comunidades indígenas han originado diversas situaciones de conflictividad social y litigios legales sobre la materia.
En Colombia, las prácticas de disciplina congregacional al interior de las congregaciones establecidas en las comunidades Wiwa, y las secuelas sociales de la evangelización al interior de esas comunidades, llevaron a que los dirigentes de esas comunidades expulsaran a misioneros de la organización, bajo el argumento de que la organización religiosa estaba vulnerando las garantías legales establecidas en el Convenio 169 de la OIT y la jurisprudencia local sobre la materia.
En México, un litigio legal entre personas expulsadas de la comunidad wixárika de Tuxpan de Bolaños y dirigentes de esas comunidades originado en el año 2017obligó a las autoridades locales a mediar en la materia debido a las diversas vulneraciones a los derechos fundamentales en la población afectada, entre ellas menores de edad. Tras tres años de litigio, una sentencia de la Suprema Corte de Justicia de México sentó precedente en el año 2020 al obligar a los dirigentes de la comunidad wixárika de Tuxpan de Bolaños a reincorporar a las personas afectadas en el territorio de sus comunidades y ordenó a las autoridades del estado a que garantizaran la seguridad de ambas partes en el marco del proceso de reincorporación. Asimismo, la sentencia de 2020 obligó a la sucursal en México de los testigos de Jehová y a diversos credos presentes en la comunidad  wixárika de Tuxpan de Bolaños  a reubicar y reorganizar sus congregaciones en esa zona en atención al Convenio 169 de la OIT sobre pueblos indígenas.Otras situaciones de conflictividad social entre comunidades de testigos de Jehová y comunidades indígenas en México han incluido situaciones de vulneración y vandalismo por parte de adherentes y miembros de la organización religiosa a sitios de interés religioso para las comunidades indígenas locales, como lo ocurrido en la comunidad otomí en el año 2016.
Similares situaciones han ocurrido en las comunidades mapuche de Chile y Argentina donde la organización religiosa ha tenido un arraigo emergente en un contexto marcado por los conflictos sociales y políticos en la zona.  La publicación de las Escrituras Greco-Romanas en Mapuzugun en el año 2022 -traducción desarrollada por la sucursal de los testigos de Jehová en Chile- fueron objeto de críticas por parte de varias organizaciones políticas regionales de ambos países como la Confederación Mapuche Neuquina, entre otras, ya que consideran que la organización religiosa vulnera el admapu y que sus labores de evangelización y prácticas religiosas constityuen una forma de apropiación cultural y ponen en riesgo la preservación del patrimonio inmaterial y las creencias espirituales propias de la cultura y cosmovisión del pueblo mapuche. Otras repercusiones de la publicación de la traducción de las escrituras al Mapuzugun incluyeron críticas públicas por parte de la Sociedad de Escritores de Chile al escaso interés del estado de Chile y del sector editorial por publicar traducciones de obras literarias al Mapuzugun, dado que según estadísticas de la Cámara Chilena del Libro de ese año, la publicación de la organización religiosa fue una de las pocas traducciones en esa lengua editadas en Chile en el año 2022.  La organización se ha defendido de estas críticas argumentando que su labor como organización religiosa ha permitido la preservación y divulgación de lenguas de las comunidades indígenas.
Aunque críticos de la organización y exmiembros han señalado que las prácticas de las congregaciones en comunidades de pueblos originarios se han desarrollado de manera muy símil a lo ocurrido en zonas urbanas, la posición formal de los testigos de Jehová hacia los pueblos originarios y sus sistemas de vida no está claramente definida de acuerdo a las doctrinas oficiales fijadas por el cuerpo gobernante en la actualidad. No obstante, el sistema de creencias enfatiza la salvación individual de cada persona, independientemente de su origen étnico o cultural.

## Tratamiento hacia la población LGBTIQ+
Las publicaciones y propaganda de los Testigos de Jehová en los últimos años han incluido una fuerte retórica anti-LGBT como parte de sus mecanismos de disciplina congregacional, situación que ha sido materia de preocupación por parte de activistas LGBTIQ+ y organizaciones de derechos humanos. En mayo de 2016, una propaganda de los Testigos de Jehová dirigida al público infantil difundida tanto en su web como en sus plataformas presenciales de difusión, causó controversia y repudio en diversos países al señalar que "los matrimonios homoparentales no son dignas de entrar al paraíso". Otras publicaciones como el libro Lo que los jóvenes preguntan, respuestas prácticas de 1989, y ¡Disfrute de la vida para siempre! Curso interactivo de la Biblia de 2021, incluyen puntos de vista que justifican conductas de violencia y odio contra la población LGBTIQ+ como las terapias de conversión, y la oposición a la educación sexual integral, entre otras conductas.
De acuerdo a su dogma sobre la materia, adolescentes y jóvenes LGBTIQ+ deben ser expulsados inmediatamente del grupo familiar y de la organización religiosa en caso de "no controlar sus impulsos y resistir las tentaciones". Mismo criterio rige para quienes siendo miembros bautizados y publicadores en ejercicio mantienen en paralelo relaciones sentimentales de carácter homosexual, bisexual o pansexual. Desde las ciencias sociales se ha estudiado el grave impacto social y las externalidades negativas derivadas de estos mecanismos de disciplina congregacional. De acuerdo a estadísticas sobre las personas en situación de exclusión social, extrema pobreza y sinhogarismo en Estados Unidos, un porcentaje importante de personas jóvenes en esta situación corresponde a jóvenes y adolescentes LGBTIQ+ que crecieron en familias de comunidades vinculadas a los Testigos de Jehová que fueron expulsados de sus hogares como consecuencia de las prácticas de disciplina congregacional de su organización. Similar situación ocurre en jóvenes y adolescentes LGBTIQ+ que crecieron en familias vinculadas a otras iglesias o movimientos religiosos con una fuerte cultura sectaria. Un estudio de 2010 sobre la materia señala que los jóvenes LGBTIQ+ sin hogar han crecido en culturas homofóbicas y culturas autoritarias y autárquicas como las de las comunidades de testigos de Jehová, tienen 8.4 veces más probabilidades de intentar suicidarse si son expulsados y excluidos por su familia y su entorno cercano. En 2006 un estudio señaló que el 62 por ciento de los jóvenes LGBTIQ+ en situación de calle habían intentado suicidarse en Estados Unidos.  Otros estudios ratifican lo anterior al señalar que los jóvenes LGBTIQ+ en situación de calle que crecieron en familias con culturas autoritarias como las comunidades vinculadas a los Testigos de Jehová y que fueron expulsados de sus hogares como consecuencia de procedimientos de disciplina congregacional tienen alta prevalencia de depresión clínica y otros problemas de salud mental, así como una mayor probabilidad de ser víctimas de delitos, entre ellos, la trata y tráfico de personas y el narcotráfico. 
De acuerdo con juristas especializados en la materia, así como disidentes y exmiembros de los testigos de Jehová, otras vulneraciones a personas LGBTIQ+ cometidas por parte de miembros de la congregación incluyen prácticas delictivas como las violaciones correctivas, entre otros delitos de acoso y abuso de poder, muchas veces en la impunidad. 

## Justicia transicional
En el contexto de los procesos de transición a la democracia en Sudamérica y otros países, se ha reconocido formalmente el derecho de quienes han sido víctimas de terrorismo de Estado y otras vulneraciones a los derechos humanos en el contexto de dictaduras de facto a recibir una reparación formal como parte de las acciones de justicia transicional que los estados de esos países han contemplado en el contexto de los procesos de transición a la democracia. En las décadas de 1970 a 1980, y debido a la presión de altas autoridades de la Iglesia Católica y el Estado Vaticano, así como también a las doctrinas y creencias de los Testigos de Jehová, las dictaduras cívico-militares de la época en Sudamérica -en el contexto del Plan Cóndor- impulsaron acciones de terrorismo de Estado y persecución en contra de simpatizantes y miembros de la organización en gran parte de Sudamérica.       Ello fue especialmente notorio en países como Argentina donde un número importante de adeptos así como miembros bautizados de los Testigos de Jehová en Argentina fueron encarcelados, torturados, y no en pocos casos desaparecidos, algunos de ellos durante los hechos conocidos como los "vuelos de la muerte".     
Tras el retorno a la democracia en Argentina, el Gobierno de Raúl Alfonsín derogó formalmente la proscripción a los Testigos de Jehová -en cumplimiento con la sentencia de la Corte Interamericana de Derechos Humanos emitida en 1978- e inició el proceso de reformas a las leyes en relación con el servicio militar en Argentina. Situación similar ocurrió durante los procesos de transición a la democracia en Uruguay, Brasil Chile y Paraguay, posibilitando además diversas reformas al servicio militar obligatorio en el contexto sudamericano atención al derecho a la libertad de conciencia.[cita requerida]En la década de los 2000, y tras la realización de las comisiones nacionales de verdad y justicia en Argentina y Chile (CONADEP en Argentina, Comisión para la Paz en Uruguay y comisiones Rettig y Valech en Chile) así como la aparición de archivos en Paraguay que posibilitaron diversas investigaciones judiciales sobre los crímenes de humanidad ocurridos durante el Plan Cóndor, diversas causas judiciales en Sudamérica ―especialmente en Uruguay y Argentina―[cita requerida] dan cuenta del nivel de persecución que vivieron en carne propia los Testigos de Jehová en el contexto de las dictaduras en Sudamérica.

## Divergencias sobre la aplicabilidad del servicio militar en Corea del Sur
En el año 2018, la Corte Constitucional de Corea del Sur declaró que la negativa de los Testigos de Jehová al servicio militar era un derecho fundamental protegido por la Constitución de ese país amparado por las garantías constitucionales a la libertad de conciencia. Sin embargo, y pese a que Corea del Sur es un país considerado como una democracia libre,  la legislación sudcoreana en la materia aún ha sido inflexible respecto de la objeción de conciencia voluntaria de miembros bautizados y adherentes de los testigos de Jehová que se niegan al servicio militar. Tras la sentencia de 2018, 65 miembros bautizados y adherentes de los testigos de Jehová que cumplían sentencias en la materia fueron liberados.
En 2020, el gobierno surcoreano anunció que estaba considerando la introducción de un servicio alternativo para los objetores de conciencia, programa que se implementó formalmente en los siguientes años. Críticos de la medida, señalan que el programa de servicio alternativo no cumple con estándares de derechos humanos debido a la criminalización hacia los objetores de conciencia. En el año 2022, Hye-min Kim fue formalizado y condenado por rechazar el programa.
Debido a las consecuencias de la guerra de Corea y las hostilidades en el contexto del conflicto coreano, el servicio militar en Corea del Sur es obligatorio para todos los ciudadanos de entre 18 y 28 años.  La duración del servicio suele ser de entre 18 y 21 meses, dependiendo de la rama del servicio. Esto incluye tiempo para capacitación básica y asignación a una unidad. Hay algunas excepciones y aplazamientos disponibles para objetores que cumplen con ciertos criterios, como aquellos que cursan estudios superiores o tienen ciertas condiciones de salud. El servicio militar en la sociedad de Corea del Sur es visto como un deber para con la nación y un rito de iniciación para muchos jóvenes. 